# Вымирающие виды (роман)
«Остаться в живых. Книга 1. Вымирающие виды» (англ. Lost: Endangered Species) — роман 2005 года американской писательницы Кэти Хапка, первый в серии произведений, написанных по мотивам сериала «Остаться в живых».

## Сюжет
До того как Фэйт попала на остров, она была герпетологом, работавшим с доктором Аррегло, который только что заключил контракт с компанией «Q Corp» на строительство химического завода. Девушка узнаёт это случайно от Оскара Вульфа — правда повергает её в состояние шока. Вскоре у неё начинается роман с Оскаром, и они проводят совместные работы. По воле случая, пара вынуждена лететь в Сидней. Там она вновь сталкивается с Аррегло и после одной из речей профессора, становится на его сторону. Она пытается объяснить свою точку зрения Оскару, но тот лишь осуждает её, и возлюбленные расстаются.
На следующий день Оскар устраивает для Фэйт встречу с Аррегло, преследуя свои цели. Во время встречи, Оскар нападает на Аррегло, ранив его ядом змеи. Несмотря на протесты Фэйт, Оскар отвозит её обратно в отель и приказывает молчать о случившемся. Ей удаётся обезвредить Оскара, девушка звонит в полицию и анонимно сообщает о нападении на Аррегло. Затем она направляется в аэропорт и покупает билет на рейс 815...
... На острове она знакомится с Джорджем, с которым складываются не самые дружественные отношения. Однако позже девушка спасает его от ядовитой змеи. Затем она видит птицу, которая, как ей кажется, принадлежит к вымирающему виду, однако то, что она находит, наталкивает её на мысль, что на острове есть ещё такие же выжившие, как она и другие пассажиры рейса.

## Интересные факты
- В романе 23 главы на 195 страницах.
- Действие происходит 2 дня спустя после крушения рейса 815.
- Все главы разделены на 2 части, чередующиеся друг с другом: «Остров» и «Флешбэк».

## Российское издание
В России роман был опубликован в 2006 году издательским домом «Амфора» в переводе Михаила Кондратьева.
Кроме того, в России в 2006 году выходила аудиокнига по роману в формате MP3, издатель — «Амфора-медиа». Текст читает Александра Сыдорук.